# Coming Home (Kaiser Chiefs)
Coming Home is een nummer van de Britse rockband Kaiser Chiefs uit 2014. Het is de tweede single van hun vijfde studioalbum Education, Education, Education & War.
"Coming Home" gaat over hoe mensen tevergeefs proberen teleurstellingen te vergeten door kortstondige successen. Het nummer werd een bescheiden succesje in het Verenigd Koninkrijk en Vlaanderen. In het Verenigd Koninkrijk bereikte de plaat de 31e positie, en in Vlaanderen de 10e positie in de Tipparade. Hiermee werd het de grootste hit voor de Kaiser Chiefs sinds Never Miss a Beat uit 2008.